# Histoire de l'Irlande du Nord
Pour un article plus général, voir Histoire du Royaume-Uni.
Cet article concerne l'Irlande du Nord. Pour l'île d'Irlande dans sa globalité, voir Histoire de l'Irlande. Pour l'État d'Irlande indépendant, voir Histoire de l'Irlande (pays).

Armoiries de l'Irlande du Nord entre 1924 et 1973

L'Histoire de l'Irlande du Nord commence en 1921 à la suite de la partition de l'Île d’Irlande en deux entités indépendantes par le Government of Ireland Act 1920. Alors que l'Irlande du Sud obtiendra l'indépendance et deviendra l'État d'Irlande moderne, l'Irlande du Nord restera au sein du Royaume-Uni dont elle est l'une des quatre nations constitutives.